# 田曾佩
田曾佩（1930年—2024年1月10日），河北饶阳人，中华人民共和国政治人物。南开大学毕业。

## 生平
1947年11月加入中国共产党。1951年留学苏联共青团中央团校。回国后进入外交部，后任中华人民共和国驻捷克斯洛伐克大使和中华人民共和国驻南斯拉夫大使。1988年，升任中华人民共和国外交部副部长。1988年，当选为全国政协外事委员会主任。